# Peel (Australia Occidental)

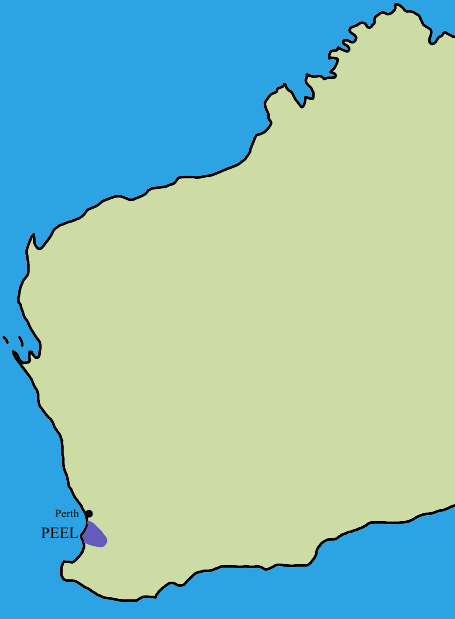
Ubicación de la región de Peel

La región de Peel es una de las nueve regiones del estado australiano de Australia Occidental. Está ubicada en la costa oeste del estado, a unos 75 kilómetros al sur de la capital, Perth. Incluye a la ciudad de Mandurah, y los condados de Boddington, Murray, Serpentine-Jarrahdale y Waroona.
Tiene un área total de 6.648 km², y una población aproximada de 88.000 habitantes, de los cuales dos tercios viven en Mandurah.
La economía de la región está dominada por la minería y el procesamiento de minerales; la zona cuenta con grandes reservas de bauxita, un poco de oro y arenas minerales, además de contar con una refinería de aluminio. Otros sectores importantes de la economía incluyen la agricultura y una sustancial industria equina.
Antes de la colonización europea, la región de Peel estaba habitada por aborígenes australianos, específicamente individuos del grupo lingüístico Pindjarup del pueblo Noongar. Poco después del establecimiento de la Colonia del Río Swan en 1829, parte de la costa norte de la región de Peel fue poblada bajo un programa organizado por Thomas Peel. Sin embargo, el programa estuvo mal administrado, y muchos colonos murieron de malnutrición en los primeros meses. Los que sobrevivieron abandonaron la región y algunos se trasladaron hacia el interior, en donde encontraron tierras más fértiles.
En 1846, la primera operación minera de Australia Occidental fue establecida en Yarrabah (cerca de la actual Mundijong), y extrajo plomo, plata y zinc. El aserradero de Jarrahdale, establecido en 1872, se convirtió en la operación maderera más grande del estado, y llevó al desarrollo de varios centros de servicio para la industria maderera a lo largo del ferrocarril Perth-Picton en Mundijong, Waroona y Dwellingup. En tiempos recientes, la industria maderera ha entrado en declive, pero la apertura de refinerías de aluminio en Pinjarra y Wagerup, además de la minería de oro en Boddington, han ayudado a la economía local.